# Крајници (Чашка)
Крајници (мкд. Крајници) су насеље у Северној Македонији, у средишњем државе. Крајници припадају општини Чашка.

## Географија
Крајници су смештени у средишњем делу Северне Македоније. Од најближег већег града, Велеса, насеље је удаљено 25 km југозападно.
Насеље Крајници се налази у историјској области Клепа. Насеље је смештено изнад долине реке Бабуне. Источно од насеља издиже се планина Клепа. Надморска висина насеља је приближно 530 метара.
Месна клима је континентална.

## Становништво
Крајници су према последњем попису из 2002. године имали 16 становника.
Према истом попису претежно становништво у насељу су етнички Македонци (100%).
Већинска вероисповест је православље.